# Jaume Guardiola i Romojaro
Jaume Guardiola i Romojaro   (Barcelona, 1957) és un banquer català, conseller delegat de Banc Sabadell entre 2007 i 2020. Des de 2022 és el president del Cercle d'Economia. També és membre del consell rector de l'Asociación para el Progreso de la Dirección.

## Trajectòria
Guardiola és llicenciat en Dret per la Universitat de Barcelona i llicenciat en Ciències Empresarials i MBA per ESADE.
A la dècada dels anys 80 treballà a Banco Bilbao i a Banca Catalana, on fou subdirector general (1985-1989) i director general (1995-1990). Més endavant, al BBVA, va exercir responsabilitats directives a Mèxic i Puerto Rico a la dècada dels anys 2000, durant l'expansió internacional del banc a Llatinoamericà. El 2007 s'incorporà a Banc Sabadell com a nou conseller delegat. Durant la seva gestió el Sabadell va créixer i adquirir altres entitats com Banco Gallego i la CAM. Després del fracàs de la fusió de l'entitat amb el BBVA el 2020 fou substituït per César González-Bueno.
El 2022 fou elegit president del Cercle d'Economia. També és patró de la Fundació ESADE.

## Premis i reconeixements
El 2013 va rebre la Insígnia d'or dels analistes financers. El 2015 va rebre el Premi CEO a l'Excel·lència en la Direcció de Persones.